# Atrapada (serie de televisión)
Atrapada es una serie de televisión de drama policíaco mexicana producida por Sony Pictures Television y Teleset, a cargo de Marcel Ferrer para Imagen Televisión. Creada por Joaquín Gorriz y Roberto Jiménez y dirigida por Javier Solar y Salvador Espinosa. Esta es la quinta producción original de la cadena Imagen Televisión. Fue preestrenada para la plataforma Amazon Prime Video en junio de 2018. Se estrenó el 3 de septiembre de 2018 en sustitución de Perseguidos, y finalizó el 23 de noviembre del mismo año siendo reemplazado por La Guzmán.
Protagonizada por África Zavala y Erick Chapa y con las actuaciones antagónicas de Verónica Merchant, Giuseppe Gamba y Fernando Ciangherotti.

## Trama
Mariana (África Zavala) es una joven atractiva e inteligente, capaz de seducir a cualquier hombre que desee. Después de presenciar el asesinato de sus padres, Mariana, apenas bastante pequeña, se ve obligada a vivir en las calles y ganarse la vida como limpiabotas para mantener a sus hermanos menores. Ella conoce a Sebastián, quien la convierte en una hábil ladrona de cuello blanco. Años más tarde, la vida de robo de Mariana da un giro inesperado cuando Carlos Alberto Herrera, el jefe de una poderosa familia mexicana a la que Mariana trató de engañar, ha secuestrado a sus hermanos a cambio de completar una importante misión. Mariana debe infiltrarse en la familia Vargas y seducir a los dos hermanos Vargas para crear disensión entre ellos y finalmente destruirlos. La misión se vuelve más difícil cuando Mariana se da cuenta de que se está enamorando de Felipe Vargas. Ahora enfrentará el mayor desafío de su vida para salvar a sus hermanos. Ella se encuentra cara a cara con el tío que mató a sus padres. Mariana no descansará hasta que descubra al culpable de la muerte de sus padres.

## Reparto

### Reparto principal
- África Zavala como Mariana Velasco / Luz Quintero[4]
- Erick Chapa como Felipe Vargas
- Rubén Zamora como Sebastián Márquez
- Giuseppe Gamba como Alexander Vargas
- Verónica Merchant como Daniela Salcedo de Vargas
- Fernando Ciangherotti como Carlos Alberto Herrera
- Gabriela Roel como Amelia Herrera
- Camila Selser como Brenda Herrera
- Jaime Del Águila como Darío Herrera
- Pamela Almanza como Aurora de Vargas
- Ale Müller como Corina Herrera
- David Caro Levy como Pablo Velasco
- Alessio Valentini como Luis Velasco

### Reparto recurrente
- Sofía Garza como Noemí
- Evelyn Cedeño como Cristina
- Claudette Maillé como Renata Garay
- Patricia Reyes Spíndola como Marcela
- Ricardo Kleinbaum como Porfirio Duarte
- Miguel Ángel Biaggio como Marcos
- Mossy Santini como Cynthia
- Mónica Jiménez como Rosario
- Norma Reyna como Juana
- Diana Lein como Esperanza
- Emilio Guerrero como Sr. Talamantes
- Eduardo Arroyuelo como Ernesto
- Joanydka Mariel como Inés Cifuentes
- Estanislao Marín como Fred

## Audiencia
| Temporada | Episodios | Primera emisión         | Primera emisión      | Última emisión          | Última emisión       | Prom. de espectadores (millones) |
| Temporada | Episodios | Fecha                   | Audiencia (millones) | Fecha                   | Audiencia (millones) | Prom. de espectadores (millones) |
| --------- | --------- | ----------------------- | -------------------- | ----------------------- | -------------------- | -------------------------------- |
| 1         | 55        | 3 de septiembre de 2018 | 0.58                 | 23 de noviembre de 2018 | 0.57                 | 0.47                             |